# Bernardino Molinari
Bernardino Molinari (ur. 11 kwietnia 1880 w Rzymie, zm. 25 grudnia 1952 tamże) – włoski dyrygent.

## Życiorys
Ukończył konserwatorium w Rzymie, gdzie jego nauczycielami byli Stanislao Falchi i Remigio Renzi. W latach 1912–1943 był dyrektorem artystycznym orkiestry rzymskiego Teatro Augusteo. Gościnnie dyrygował w Europie, Stanach Zjednoczonych i Ameryce Południowej. Od 1936 roku prowadził klasę dyrygentury w Akademii Muzycznej św. Cecylii w Rzymie, od 1939 roku na stanowisku profesora. Do grona jego wychowanków należeli Antonio Pedrotti, Gianandrea Gavazzeni, Francesco Molinari-Pradelli i Goffredo Petrassi.
Propagował muzykę współczesną, a jego sugestywne interpretacje miały wpływ na wielu twórców. Wykonywał utwory współczesnych kompozytorów włoskich takich jak Ottorino Respighi i Gian Francesco Malipiero. Pod batutą Molinariego występowali m.in. Siergiej Prokofjew (II Koncert fortepianowy, 1915) i Karol Szymanowski (IV Symfonia, 1935). Za zgodą kompozytora dokonał orkiestracji L’Isle joyeuse Claude’a Debussy’ego.